# Dies tranquils a Clichy
Dies tranquils a Clichy (títol original en francès Jours tranquilles à Clichy) és una pel·lícula dirigida per Claude Chabrol estrenada el 1990 i doblada al català

## Argument
La vida decadent de Henry Miller durant els anys 1920 a París amb una Lolita adolescent.

## Repartiment
- Andrew McCarthy: Henry Miller
- Nigel Havers: Alfred
- Barbara De Rossi: Nys
- Stéphanie Cotta: Colette
- Isolde Barth: Ania
- Eva Grimaldi: Yvonne
- Anna Galiena: Edith
- Giuditta Del Vecchio
- Stéphane Audran: Adrienne
- Mario Adorf: Regentag